# Пресняков, Александр Евгеньевич
Алекса́ндр Евге́ньевич Пресняко́в (21 апреля (3 мая) 1870, Одесса — 30 сентября 1929, Ленинград) — российский и советский историк, член-корреспондент РАН (1920, АН СССР с 1925). Профессор Санкт-Петербургского университета.

## Биография
Сын инженера путей сообщения Евгения Львовича Преснякова, члена правлений различных железных дорог, автора статей по экономике путей сообщения. Родная сестра Мария — мать историка Михаила Карповича.
Окончил 1-ю Тифлисскую гимназию с золотой медалью (1889) и историко-филологический факультет Санкт-Петербургского университета (1893; автор сочинения «Царственная книга, её состав и происхождение»). Ученик С. Ф. Платонова, был оставлен при кафедре русской истории университета для подготовки к профессорскому званию. Магистр русской истории (1909; тема диссертации: «Княжое право в Древней Руси»). Доктор русской истории (1918; тема диссертации: «Образование Великорусского государства. Очерки по истории XIII—XV столетий»).
Преподавал в частных гимназиях Таганцевой и Стоюниной, в Екатерининском сиротском институте, на Педагогических курсах при петербургских женских гимназиях. С 1907 года — приват-доцент, с 1918 года — профессор по кафедре русской истории Санкт-Петербургского (затем — Петроградского, Ленинградского) университета. Также преподавал историю русского права на Высших женских курсах, был одним из организаторов Женского педагогического института. Был профессором Института красной профессуры (с 1927 года), Педагогического института им. А. И. Герцена.

## Семья
- Сын — Пресняков, Евгений Александрович (1897—1962), советский учёный-геолог[5].

## Научная деятельность
Основные темы научных интересов Преснякова в предреволюционный период — история политических отношений на Руси до XVI века, источниковедческие вопросы летописания XVI века, история общественной мысли XIX века. Отвергал теорию «родового княжеского владения» в Киевской Руси, полагая, что в основе княжеской собственности лежит «семейное, отчинное право». Разрабатывал историю «княжого права»: считал, что одним из важнейших направлений деятельности древнерусских князей было создание рядом с обычно-правовыми союзами членов племени особого «союза княжой защиты», в который входили и княжеская дружина, и население княжеских сёл. Считал, что княжая защита была «общеисторическим явлением у всех европейских народов».
Исследовал процесс централизации в тесной связи со всем комплексом международных отношений Северо-Восточной Руси; процесс объединения русских земель с позиции внутренней истории не только Московского великого княжества, но и удельных — Тверского, Рязанского и Нижегородского. Был противником резкого противопоставления истории Киевской и Владимиро-Суздальской Руси. Доказывал, что семейно-вотчинные разделы волостей-княжений во Владимиро-Суздальской Руси всегда были лишь продолжением семейно-вотчинных разделов Киевской Руси. После 1918 продолжал исследования в области истории средневековой Руси, в частности, занимался теоретическими вопросами феодализма в России. Но при этом уделял значительное внимание истории XIX века, автор исторических портретов российских императоров, обстоятельного исследования по истории движения декабристов, основанного на источниках. В работах по историографии Пресняков одним из первых сформулировал концепцию «петербургской исторической школы» как школы «восстановления права источника и факта вне зависимости от историографической традиции» в противовес московской (по своему характеру историко-социологической).
Пресняков был одним из организаторов (в 1921 году) и директором (с 1922 года) Исторического научно-исследовательского института при Петроградском университете (институт фактически существовал до 1925 года). Затем был директором Ленинградского отделения Института истории РАНИОН (1927—28). Член-корреспондент РАН (с 1920 г.).
Наиболее известные ученики А. Е. Преснякова — Б. А. Романов, С. Н. Чернов.

Могила А. Е. Преснякова на Никольском кладбище Александро-Невской лавры в Санкт-Петербурге

Пресняков, «фактически, подвел итоги развития дореволюционной исторической науки», — отмечает историк А. Дворниченко.

### Основные работы
- Пресняков А. Е. Царственная книга, её состав и происхождение. — СПб, 1893.
- Пресняков А. Е. Княжое право в Древней Руси: очерки по X—XII векам. Архивная копия от 25 ноября 2016 на Wayback Machine — СПб., 1909. — 316 с.
  - Переизд.: М.: Наука, 1993. — (Памятники исторической мысли).
- Пресняков А. Е. Правительствующий Сенат в царствование Елисаветы Петровны и Петра Феодоровича / История Правительствующего Сената. — СПб, 1911.
- Пресняков А. Е. Московское царство Архивная копия от 1 декабря 2017 на Wayback Machine. — Пг., 1918.
- Пресняков А. Е. Образование Великорусского государства: Очерки по истории XIII—XV столетий. — Пг.: Тип. Я. Башмакова, 1918. — vi, 458 с.
  - Переизд.: М.: Богородский печатник, 1998. — 496 с. — ISBN 5-89589-001-6.
- Пресняков А. Е. Александр I Архивная копия от 24 февраля 2017 на Wayback Machine. — Пг., 1924.
- Пресняков А. Е. Апогей самодержавия. Николай I. — Л., 1925.
- Пресняков А. Е. 14 декабря 1825 г. М. — Л., 1926.
- Пресняков А. Е. Лекции по русской истории. т. 1—2. — М., 1938—1939. (Т. 2, вып. 1)
- Пресняков А. Е. Российские самодержцы / Составитель, автор предисловия и приложения д-р ист. наук А. Ф. Смирнов; Ред. А. Н. Казакевич; Художник Б. А. Лавров. — М.: Книга, 1990. — 464 с. — 200 000 экз. — ISBN 5-212-00489-6. (обл.)
- Александр Евгеньевич Пресняков: письма и дневники, 1889—1927. — СПб.: Дмитрий Буланин, 2005.
- Пресняков А. Е. Западная Русь и литовско-русское государство: Курс лекций. — М.: Летний сад, 2018. — 320 с. — ISBN 978-5-98856-310-5.
- Пресняков А. Е. Лекции по русской истории. Северо-Восточная Русь и Московское государство / подг. к изд. Б. А. Романова (1940); подг. к публ. А. В. Карпова (2020) по коррект. Б. А. Романова; под ред. Б. С. Кагановича и В. Г. Вовиной-Лебедевой. — СПб. : Нестор-История, 2020. — 356 с. ISBN 978-5-4469-1726-6